# 城西街道 (富锦市)
城西街道，是中华人民共和国黑龙江省佳木斯市富锦市下辖的一个乡镇级行政单位。

## 行政区划
城西街道下辖以下地区：
民主社区第十四社区、民主社区第十五社区、民主社区第十六社区、民主社区第十七社区、民主社区第十八社区、幸福社区第十九社区、幸福社区第二十社区、幸福社区第二十一社区、临江社区第四十社区、临江社区第四十一社区、临江社区第四十二社区、新开社区第四十三社区、新开社区第四十四社区、新开社区第四十五社区、西平社区第四十六社区、西平社区第四十七社区、建设社区第四十八社区、建设社区第四十九社区、建设社区第五十社区和建设社区第五十社区。